# طواف إيطاليا 2008
طواف إيطاليا 2008 هو سباق دراجات هوائية أقيم في إيطاليا بتاريخ 10 مايو – 1 يونيو، تكون السباق من 21 مرحلة وامتدّ لمسافة 3407 كم بسرعة 37.883 كم/س، استغرق السباق 89 ساعة 56 دقيقة 49 ثانية. فاز به الإسباني ألبيرتو كونتادور.

## الترتيب
| م                     | الدرّاج           | البلد   | الزمن                     |
| --------------------- | ---------------- | ------- | ------------------------- |
| الفائز بالترتيب العام | ألبيرتو كونتادور | إسبانيا | 89 ساعة 56 دقيقة 49 ثانية |